# Uganda International 2016
Die Uganda International 2016 im Badminton fanden vom 25. bis zum 28. Februar 2016 in Kampala statt.

## Sieger und Platzierte
| Disziplin    | Gold                                  | Silber                                        | Bronze                                             |
| ------------ | ------------------------------------- | --------------------------------------------- | -------------------------------------------------- |
| Herreneinzel | Niluka Karunaratne                    | Pedro Martins                                 | Subhankar Dey                                      |
| Herreneinzel | Niluka Karunaratne                    | Pedro Martins                                 | Jacob Maliekal                                     |
| Dameneinzel  | Telma Santos                          | Kate Foo Kune                                 | Grace Gabriel                                      |
| Dameneinzel  | Telma Santos                          | Kate Foo Kune                                 | Ksenia Polikarpova                                 |
| Herrendoppel | Dinuka Karunaratne Niluka Karunaratne | Ali Ahmed El Khateeb Abdelrahman Kashkal      | Bahaedeen Ahmad Alshannik Mohd Naser Mansour Nayef |
| Herrendoppel | Dinuka Karunaratne Niluka Karunaratne | Ali Ahmed El Khateeb Abdelrahman Kashkal      | Herbert Ebayo Jacob Musisi                         |
| Damendoppel  | Cemre Fere Ebru Yazgan                | Grace Gabriel Ogar Siamupangila               | Nadine Ashraf Menna Eltanany                       |
| Damendoppel  | Cemre Fere Ebru Yazgan                | Grace Gabriel Ogar Siamupangila               | Domou Amro Mazahreh Leina Fehmi                    |
| Mixed        | Abdelrahman Kashkal Hadia Hosny       | Mohd Naser Mansour Nayef Mazahreh Leina Fehmi | Bahaedeen Ahmad Alshannik Domou Amro               |
| Mixed        | Abdelrahman Kashkal Hadia Hosny       | Mohd Naser Mansour Nayef Mazahreh Leina Fehmi | Mabo Donald Ogar Siamupangila                      |